# Xian de Sui
Pour les articles homonymes, voir Sui.
Le xian de Sui (睢县 ; pinyin : Suī Xiàn) est un district administratif de la province du Henan en Chine. Il est placé sous la juridiction de la ville-préfecture de Shangqiu.
l historie de Xian de Sui: Xian de Sui a été établi dans la dynastie Qin(chinoise: 秦朝) , depuis la période paélotique, il y avait des humains installés dans la région

## Démographie
La population du district était de 769 612 habitants en 1999.